# Chiesa di Santa Marta (Genova)
La chiesa di Santa Marta è un edificio religioso di Genova, situato in piazza Corvetto.

## Storia e descrizione

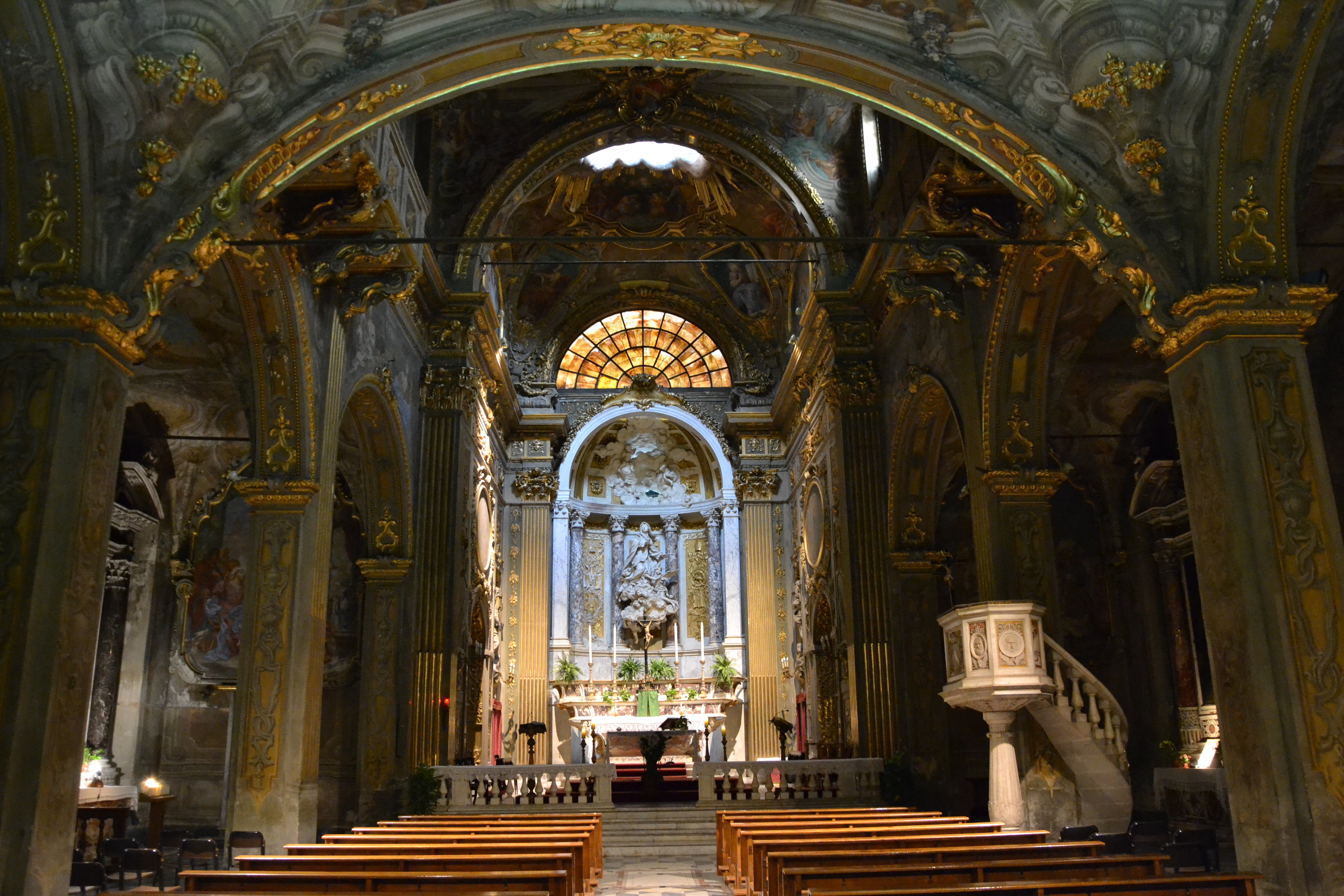
L'interno

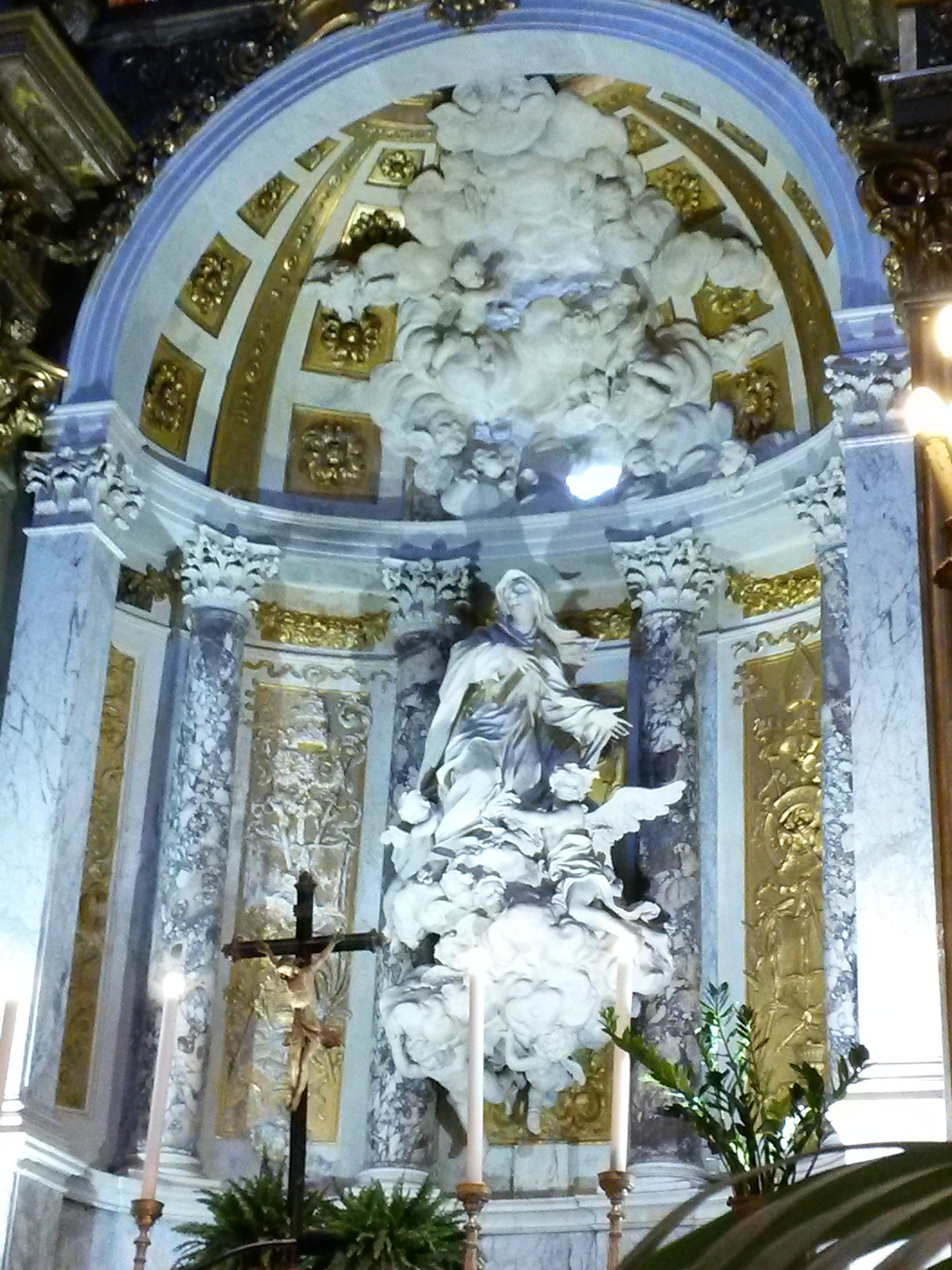
Filippo Parodi, Gloria di Santa Marta

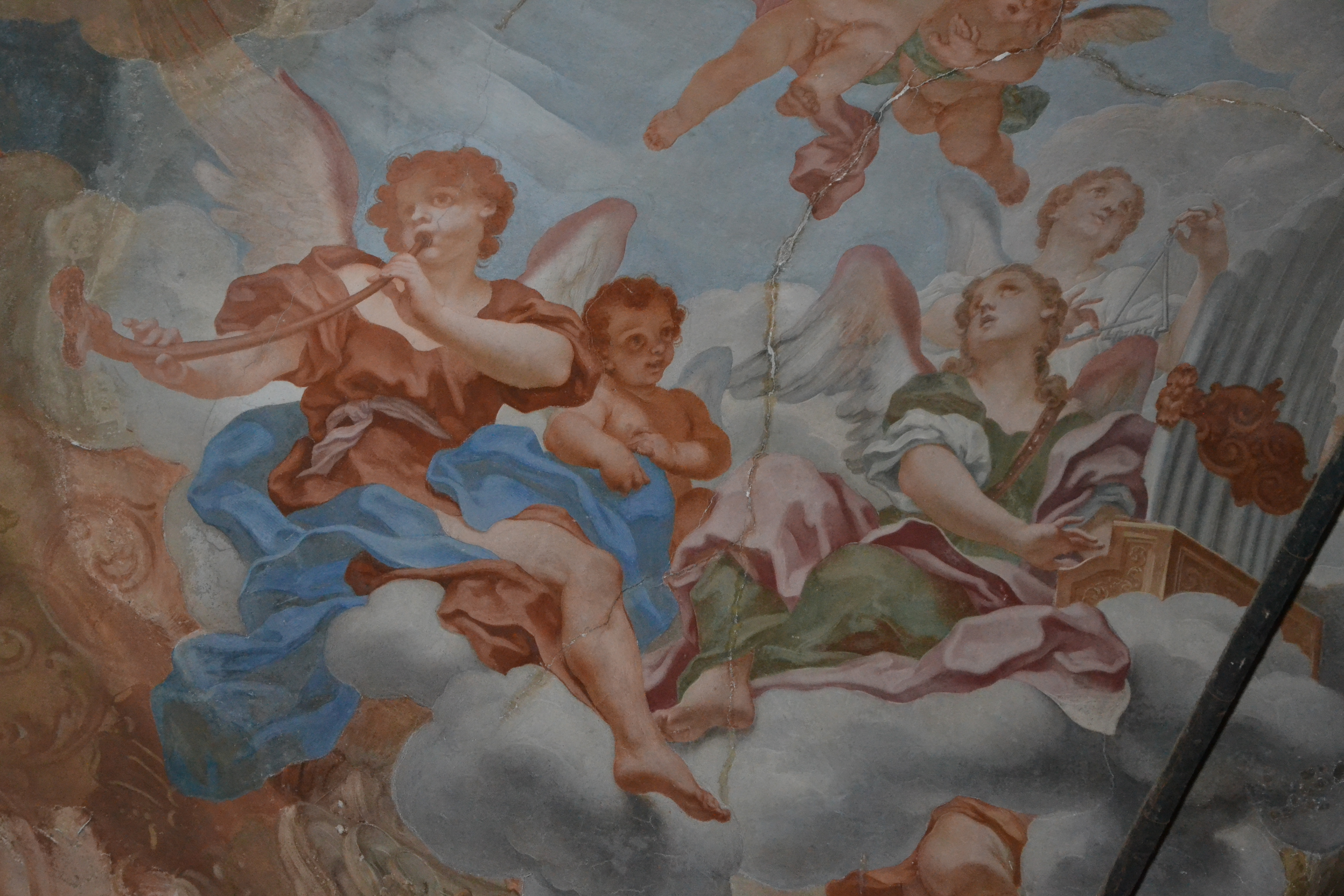
Particolare degli affreschi

La chiesa di Santa Marta ha preso le forme attuali a partire dal 1535. La tipologia a tre navate è propria delle chiese monastiche femminili, caratterizzate da un coro superiore che poggia sui due primi pilastri della navata, e assunse l'attuale aspetto fra XVII e XVIII secolo, quando l'intera superficie interna fu coperta di pitture e ornati.
Oggi la chiesa si presenta come singolare punto di incontro dei migliori frescanti genovesi: vi si possono ammirare infatti opere di Giovanni Battista Carlone, Valerio Castello, Domenico Piola, Lorenzo De Ferrari, Paolo Gerolamo Piola e Domenico Parodi. Sull'altar maggiore campeggia la statua marmorea di Santa Marta, opera di Filippo Parodi, che - insieme al Crocifisso di Giovanni Battista Gaggini da Bissone e le tele di Domenico Fiasella, Carlo Giuseppe Ratti ed altri, fanno della chiesa un autentico museo del barocco genovese.
Uscendo dalla chiesa attraverso la porta che affaccia su piazza Corvetto si può accedere alla Sala Capitolare, sede delle attività didattiche e culturali della Biblioteca Franzoniana.
Per scoprire l'ultimo frammento di questo tesoro nascosto bisogna, ritornati su piazza Corvetto, accostare il chiosco liberty e avviarsi verso le gallerie commerciali di via XII Ottobre: qui, scendendo le scale, sulla destra, si scorge, dagli antichi ovali superstiti, la sala del refettorio delle monache decorata su tre lati da una serie di undici lunette e più ampi sottostanti affreschi. Si tratta di un ciclo pittorico degli inizi del XVI secolo.
Da anni è un fulcro di spiritualità, ospitando l'adorazione eucaristica. Uno spazio speciale è dedicato al culto del Sacro Cuore di Gesù, con una celebrazione  eucaristica ogni primo venerdì del mese alle 13.30.